# Битка при Ангора
Битката при Ангора или битката при Анкара е средновековна битка, която се води между войските на монголския завоевател Тимур (Тимур Ленк/Тамерлан) и на османския султан Баязид I в полето до град Ангора (дн. Анкара, Турция) на 20 юли 1402 г., завършила катастрофално за турците.

## Предходни събития
Тимур е най-силният владетел на Централна Азия от времето на Чингис хан до своето. Той се издига от маловажно благородническо семейство и чрез упорити безспирни завоевания се опитва да възстанови Монголската империя. През 1390 г. завладява Грузия и Азербайджан и стига до границите на Османската империя. 
Баязид му дава повод за война, искайки данък от едно малко емирство, заявило вярност към Тимур, и заплашвайки да го нападне след отказа му да плати. Тимур тълкува това като лична обида към него и през 1400 г. разорява турския град Себаст (дн. Сивас, Турция). Конфликтът е кулминация на обидни писма, разменяни между двамата владетели в продължение на години. Когато Тимур нахлува в Анатолия от изток през 1402 г. Баязид тръгва с войските си да го пресрещне и достига Ангора, където научава, че монголската войска е видяна при Сивас на изток. Баязид отива натам за да защити узрялата реколта в района, но Тимур ловко заобикаля южния му фланг и обсажда Ангора, където след труден преход обратно пристига с хората си и Баязид, който решава да го нападне.

## Сили
Баязид разполага анадолските си войски отляво под командването на сина си Сюлейман. В центъра са еничарите под командването на султана и елитни спахии под командването на друг син, Мехмед. Десният фланг включва 20 000 сърби под командването на шурея на Баязид, сръбският деспот Стефан Лазаревич. Заедно с него са и брат му Вук Лазаревич, Георги Бранкович и брат му Гъргур Бранкович. Албанския контингент се командва от Гьон Кастриоти, Коджа Захария и Димитър Йонима. 
Монголците образуват 3 дивизии с резерв под командването на Тимур. Според гръцкия историк Спиро Теотокис, на страната на Тимур в битката участва със свой български полк и негов български съюзник - войвода на име Стефан Елеазар. В турската армия отначало има и група татарски конници, но чрез агентурата си Тамерлан всява раздор между тях и турците и впоследствие те се сражават на монголска страна, привлечени от обещания за по-ниски данъци, от изискваните от османците.
Монголците притежават индийски слонове и войници, хвърлящи нафта, но те не се оказват особено ефективни в боя. Турците имат катапулти, хвърлящи гръцки огън, но изглежда са изпреварили артилерийския си парк.

## Ход на битката
Тимур изгражда валове (укрепления, изградени чрез насипване на пръст и камъни) и огради от колове като отбранителни съоръжения, а със започването на битката отрязва водния източник на Баязид, като отклонява р. Кюбюк в предварително подготвен резервоар близо до днешния град Кюбюк.
Битката започва с мащабно нападение от страна на турците, на което монголските конни стрелци отвръщат с облаци стрели. Сърбите удрят с тежката си конница леко въоръжените монголци, които удрят на бяг. На левия турски фланг обаче татарската конница в армията на Баязид се присъединява към Тимур и обкръжава бившите си съюзници. Това и нападението на монголската конница води до пробив в крилото на Сюлейман. Сърбите са обезкуражени, когато виждат анадолците да бягат, и те напускат полето. 
Баязид остава с еничарите си и запасните си спахии. Той убива мнозина с брадвата си. Войниците му обаче постепенно отстъпват и бягат. В последния етап на битката при хълма Катал уморената и жадна турска войска е разгромена. Общо около 15 000 турци загиват, но и много от тях се предават.
Баязид I успява да избяга в близките планини с няколкостотин конници, но Тимур обгражда планините и го залавя.

## Последици
Войските на Тимур превземат и опустошават първата османска столица Бурса. Отнемат и Смирна от Рицарите на Св. Йоан. Повечето от неосманските емири, които са изгонени от Анатолия и търсят убежище при монголците, са възстановени на местата си.
Тежкото поражение на турците и пленяването на Баязид от Тимур разтърсват Османската империя, но  балканските народи не успяват да се възползват от възможността да се освободят. Кризата в Османската империя наистина дава възможност на българските князе Константин и Фружин да въстанат през 1408 г., застрашавайки целостта на и така изпадналата в гражданска война  между четиримата синове на Баязид държава, но към 1413 г. въстанието им е потушено. Византийската столица Константинопол също остава свободна още около половин век, благодарение на войната, но после е превзета от Мехмед Завоевателя. В крайна сметка османците се възстановяват и възобновяват нашествието си в Европа, достигайки и до Австрия. Междувременно Тимур може би също е мислел за нашествие на европейския континент, но скоро губи интерес към него и започва да планира нахлуване в Китай. По пътя за тези земи монголският вожд умира.
Баязид е подложен по време на плена си на редица унижения. Той е затворен в клетка и използван като столче за крака и за качване на кон от Тимур, а съпругата му Деспина Оливера Лазаревич е карана да служи гола на масата му. След около 8 месеца в такива условия, Баязид получава удар и умира през март 1403 г. Жена му е освободена и се връща в Сърбия, при брат си Стефан Лазаревич и вероятно оцелява до 1444 г.